# Азимов, Шариф Турсунович
Шариф Турсунович Азимов (узб. Sharif Tursunovich Azimov, род. 14 мая 1954, Самарканд, Узбекская ССР, СССР) — советский, узбекский художник-керамист, гончар.  Академик Академии художеств Узбекистана (1997).

## Биография
Родился 1 января 1954 года в старом квартале Самарканда, вблизи гузара Кулолон, месте где традиционно селились гончары. Учился у мастера Умара Джуракулова. С 1975 по 1978 годы работал в мастерской художественного фонда Союза художников Узбекистана. С 1978 года — художник-керамист Самаркандского отделения объединения «Усто».
В 1997 году стал действительным членом Академии художеств Узбекистана. В настоящее время работает председателем художественного совета ассоциации «Хунарманд». Мастерская керамиста находится в махалле им. Халифа Иброхима в Самарканде. 

## Творчество
Долгое время изучал историю керамики, музейные экспонаты, керамику кушанского и других периодов узбекской истории. Постигая секреты гончарного искусства, в конце концов создал собственное уникальное творческое направление в этой области. Своей лаконичной, изысканной формой керамика Шарифа Азимова близка к древнегреческим амфорам и сосудам. В своей работе использует глину из разных регионов страны и мира: Афрасиаба, Кашкадарьи, Украины. Среди его работ уникальные кувшины, горшки, «Дракон» (1978), «Крокодил».
Работы Азимова экспонировались на национальных и международных выставках. В 2011 году победил в республиканском конкурсе «Ташаббус» в номинации «Лучший ремёсленник года». Произведения мастера находятся в собраниях музеев Узбекистана и за рубежом.

## Награды
- Орден «Дустлик» (2023)[4]